# Brebach (Radevormwald)
Brebach ist eine Hofschaft in Radevormwald im Oberbergischen Kreis im nordrhein-westfälischen Regierungsbezirk Köln in Deutschland.

## Lage
Brebach liegt im Norden von Radevormwald in der Nähe der Ortschaft Remlingrade. Weitere Nachbarorte sind Pastoratshof und Vorm Baum. Der Ort ist über die Kreisstraße 6 erreichbar, eine Stichstraße in Remlingrade bindet Brebach an.
An der Hofschaft fließt der bei Griesensiepen in den Spreeler Bach mündende Brebach vorbei. Das Kultur- und Bodendenkmal Bergisch-Märkische Landwehr bildet die Grenze zu Ennepetal.
Politisch im Stadtrat von Radevormwald vertreten wird der Ort durch den Direktkandidaten des Wahlbezirks 170.

## Geschichte
1366 wurde der Ort das erste Mal urkundlich erwähnt. Ein Johann von Brebach wird als Vikar an St. Gereon in Köln genannt.
Die Schreibweise der Erstnennung lautete Brebach.
1815/16 besaß der Ort 36 Einwohner. 1832 gehörte der Ort zum Kirchspiel Remlingrade des ländlichen Außenbezirks der Bürgermeisterei Radevormwald. Der laut der Statistik und Topographie des Regierungsbezirks Düsseldorf als Weiler kategorisierte Ort besaß zu dieser Zeit fünf Wohnhäuser und zwei landwirtschaftliche Gebäude. Zu dieser Zeit lebten 30 Einwohner im Ort, neun katholischen und 21 evangelischen Glaubens. 1888 sind in dem Gemeindelexikon der Rheinprovinz fünf Wohnhäuser mit 45 Einwohnern verzeichnet.

## Wander- und Radwege
Folgende Wanderwege führen durch den Ort:
- Die SGV-Hauptwanderstrecke X28 (Graf-Engelbert-Weg) von Hattingen nach Schladern/Sieg